# جاي هالي
جاي دوغلاس هالي (بالإنجليزية: Jay Haley)‏ (19 يوليو 1923 - 13 فبراير 2007) هو أحد الشخصيات المؤسسة للعلاج المختصر والعائلي بشكل عام والنموذج الاستراتيجي للعلاج النفسي، وكان أحد المعلمين، والمشرفين السريريين، والمؤلفين الأكثر إنجازًا في هذه التخصصات.

## حياته وأعماله

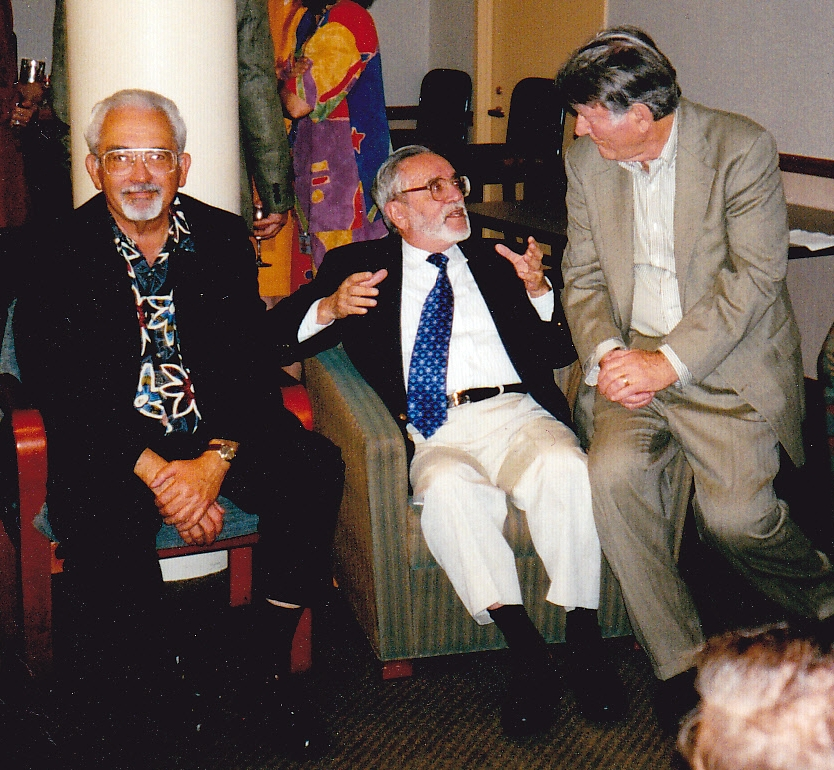
كان براوليو مونتالفو، وسلفادور مينوشين، وجاي هالي أصدقاء وزملاء ساعد عملهم في إنشاء وتشكيل مجال العلاج الأسري، تصوير جيمس كيم

ولد هالي في منزل عائلته في ميدويست، وايومنغ. انتقلت عائلته إلى بيركلي، كاليفورنيا، عندما كان عمره أربع سنوات. وبعد خدمته في القوات الجوية لجيش الولايات المتحدة خلال الحرب العالمية الثانية، ارتاد جامعة كاليفورنيا، لوس أنجلوس حيث حصل على درجة البكالوريوس في الفنون المسرحية. وخلال سنوات دراسته الجامعية، نشر هالي قصة قصيرة في النيويوركر. وبعد قضاء عام في السعي للعمل كمؤلف مسرحي، عاد إلى كاليفورنيا وحصل على درجة البكالوريوس في علم المكتبات من جامعة كاليفورنيا في بيركلي، ثم على درجة الماجستير في الاتصال من جامعة ستانفورد. وتزوج لأول مرة في عام 1950، ولديه من زوجته إليزابيث ثلاثة أطفال، هم كاثلين، وغريغوري، وأندرو.
أثناء وجوده في ستانفورد، التقى هالي بعالم الأنثروبولوجيا جريجوري بيتسون الذي دعاه للانضمام إلى مشروع بحث الاتصالات الذي أصبح يعرف فيما بعد باسم مشروع بيتسون، وكان هذا التعاون أحد العوامل الدافعة لإنشاء العلاج العائلي، والذي نشر أهم بحث في تاريخ العلاج العائلي، «نحو نظرية الفصام». وكان الأعضاء المركزيون في هذا المشروع هم جريجوري بيتسون، ودونالد دي أفيلا جاكسون، وجاي هالي، وجون ويكلاند، وبيل فراي.
بالإضافة إلى مشاركته الشخصية في ولادة وتطور العلاج العائلي، كان هالي باحثًا مراقبًا في العلاج النفسي في الخمسينيات وأوائل الستينيات من القرن العشرين. رتب مشروع بيتسون لجاي وجون ويكلاند مراقبة وتسجيل عمل الأطباء السريريين مثل ميلتون إريكسون، وجوزيف ولبي، ووجون روزن، ودون جاكسون، وتشارلز فولوايلر، وفريدا فروم ريخمان وغيرهم.
في عام 1962، أثناء عمل جاي في معهد البحوث العقلية في بالو ألتو، أصبح هالي المحرر المؤسس لمجلة العلاج العائلي فاميلي بروسس (بمساعدة زوجته الأولى، إليزابيث هالي، وكانت صحفية خبيرة). وأثناء وجوده في المعهد، تابع جاي العلاقة المهنية مع ميلتون إريكسون التي تأسست في السنوات الأولى من مشروع بيتسون. وساعد جاي في تقديم إريكسون للعامة في مجال الطب السريري عبر كتب مهمة مثل العلاج غير الشائع. وعمل هالي عن كثب مع سلفادور مينوتشين، الذي طور العلاج الأسري البنيوي.
انتقل هالي إلى فيلادلفيا في منتصف ستينيات القرن العشرين لتولي منصب في عيادة فيلادلفيا لتوجيه الأطفال. ومن خلال تعاونه مع سلفادور مينوتشين وبروليو مونتالفو، أثر (وتأثر بـ) تطور العلاج الأسري البنيوي في أوائل سبعينيات القرن العشرين.
بعد تأسيس معهد العلاج العائلي في واشنطن العاصمة، مع زوجته الثانية كلوي مداناس في عام 1976، استمر هالي في كونه قوة مركزية في تطور العلاج العائلي الاستراتيجي. وكان ضمن منشوراته في سنوات عمله ضمن معهد العلاج العائلي أحد أكثر الكتب مبيعًا في هذا المجال وهو علاج حل المشكلات.
وبعد مغادرته معهد العلاج العائلي في تسعينيات القرن العشرين، انتقل هالي إلى منطقة سان دييغو، بالتعاون مع زوجته الثالثة مادلين ريتشبورت-هالي، أنتج عددًا من الأفلام المتعلقة بكل من الأنثروبولوجيا والعلاج النفسي. وشاركت مادلين في كتابة كتابه الأخير، العلاج العائلي التوجيهي. وفي وقت وفاته، كان أيضًا باحثًا مقيمًا في مدرسة كاليفورنيا لعلم النفس المهني في جامعة أليانت الدولية.
جمع هالي بين الفهم المنهجي للمشكلات البشرية والقوى مع النهج العملي للتدخل. أما طريقته في العلاج - ادعى أنه لا يملك نظرية للعلاج - تشدد على التعليمات الإبداعية والاستفزازية أحيانًا التي يتفاعل معها المرضى. ويؤكد النهج على التعاقد الدقيق بين المرضى والمعالج، وتجربة الحلول الممكنة (بطريقة مستوحاة أحيانًا من المعالج وأحيانًا من المريض)، ومراجعة النتائج واستئناف التجريب المستنير حتى يتحقق هدف العلاج. في الستينيات والسبعينيات من القرن العشرين، عندما سادت منهجية العلاج النفسي الديناميكي، كان يُنظر إلى هذه العملية على أنها غير مقبولة. وأصبح التركيز الحالي على هالي وآخرين من جيله من الممارسين العمليين هو القاعدة في مجال العلاج النفسي الآن. 